# Франкон (епископ Льежа)
Франко́н (фр. Francon; умер 13 января 903) — епископ Льежа (856—903).

## Биография

### Ранние годы
Франкон происходил из знатной семьи и был, согласно «Деяниям епископов Льежа», родственником короля Западно-Франкского государства Карла II Лысого. Своё образование он получил в придворной школе короля Карла по руководством философа Моннона, став, по свидетельству современников, очень сведущим как в семи свободных науках, так и в теологии. В юности избрав духовную карьеру, Франкон стал монахом Лоббского аббатства, возглавив здешнюю монастырскую школу. Он настолько успешно руководил ею, что она и школа при льежском кафедральном соборе Святого Ламберта, возглавляемая Седулием Скотом, создали Льежскому епископству известность как одного из крупнейших центров образования в Европе середины IX века.
В 856 году Франкон, с согласия короля Лотарингии Лотаря II, возглавил Льежскую епархию, став здесь преемником епископа Хартгария. Седулий Скот, один из наиболее известных поэтов своего времени, посвятил новому епископу несколько стихотворений-панегириков, а после того, как он в 858 году покинул Льеж, Франкон сам возглавил школу при соборе Святого Ламберта.
В 859 году Франкон принял участие в церковном соборе в городе Савоньер (около Туля), где разбиралось обвинение в измене, предъявленное королём Карлом II Лысым архиепископу Санса Венилону. На этом соборе состоялось примирение монарха и прелата.
Из событий внутренней жизни Льежской епархии в это время исторические источники выделяют наводнение, которое опустошило Льеж в мае 858 года, и перенесение мощей святых Харлинды и Релинды в посвящённый им монастырь около Маасейка, состоявшееся 22 марта 860 года.

### Развод Лотаря II и Теутберги
В 860 году бо́льшая часть епископата Лотарингии была вовлечена в дело о разводе Лотаря II с Теутбергой. Король, желая легитимизировать свою связь с Вальдрадой, матерью его единственного сына Гуго, потребовал от епископов своего королевства разрешить ему развестись с Теутбергой под предлогом любовной связи его жены с её собственным братом Хукбертом. В январе на соборе в Ахене, в котором принял участие и Франкон, два главных иерарха королевства Лотаря, архиепископ Кёльна Гюнтар и архиепископ Трира Титгауд, представили доказательства виновности Теутберги. Королева сначала полностью признала свою вину, но затем отказалась от своих слов, потребовала проведения «Божьего суда» и доказала на нём свою невиновность. В ответ король Лотарь II созвал в Ахене ещё два собора, в которых Франкон принимал участие: первый уже в феврале 860 года, а второй в феврале 862 года. Оба этих собора снова подтвердили виновность королевы Теутберги. Второй из них расторг брак Лотаря, после чего 25 декабря 862 года состоялось бракосочетание короля и Вальдрады.
Однако Теутберга, которая укрылась при дворе короля Западно-Франкского государства, нашла защитников в лице Карла II Лысого и архиепископа Реймса Гинкмара. Папа римский Николай I также объявил о своей твёрдой поддержке королевы-изгнанницы: он отменил решения предыдущих соборов и постановил провести ещё один синод, которым бы руководили его легаты. Новый церковный собор состоялся в середине июня 863 года в Меце, но Франкон на него не приехал, сославшись на, якобы, безотлагательные дела в своей епархии. К огромному неудовольству папы римского собор во главе с двумя его легатами вновь подтвердил все обвинения против Теутберги и законность брака Лотаря II и Вальдрады. В ответ на это Николай I в ноябре 863 года провёл в Риме новый собор, в котором приняли участие, в основном, только итальянские епископы. Римский собор признал решения трёх Ахенских и Мецского соборов не имеющими силы и отлучил от церкви всех иерархов-участников этих синодов, в том числе и Франкона, а королю Лотарю пригрозил отлучением в случае его дальнейшего неповиновения папе.
Узнав о своём отлучении, Франкон первым из епископов королевства Лотаря II объявил об ошибочности своей поддержки идеи короля о разводе с Теутбергой: он написал Николаю I покаянное письмо и первым из отлучённых иерархов получил папское прощение. В дальнейшем епископ Льежа был одним из главных участников попыток примирить венценосных супругов. При помощи нового папского легата это удалось формально осуществить в 865 году. Епископ Франкон был одним из тех светских и духовных лиц Лотарингского королевства, которые 3 августа подтвердили хартию Лотаря II о примирении с королевой Теутбергой.
Несмотря на то, что Лотарь II и позднее продолжал открыто сожительствовать с Вальдрадой, король Лотарингии уже не пытался лигитимизировать отношения с ней. После смерти Николая I Лотарь предпринял попытку установить хорошие отношения с новым папой римским Адрианом II: он совершил поездку в Рим, был довольно благосклонно принят папой, но на обратном пути неожиданно скончался 8 августа 869 года.

### Между Западом и Востоком
Лотарь II не оставил законных наследников. Епископ Франкон, вместе с епископом Туля Арнульфом и епископом Меца Адвенцием, был главным инициатором приглашения на ставший вакантным престол короля Западно-Франкского государства Карла II Лысого. Тот незамедлительно прибыл в Верден, где его торжественно встретили льежский и мецский епископы. 9 сентября 869 года в Меце состоялась коронация Карла как правителя Лотарингского королевства. Сразу после этого по приказу Карла II Франкон посвятил в сан нового архиепископа Кёльна Хильдуина, однако тот вскоре был изгнан из города Виллибертом, ставленником короля Восточно-Франкского государства Людовика II Немецкого. Этот монарх также заявил о своих правах на часть наследства Лотаря II и после почти года взаимных угроз, Карл и Людовик приняли решение о разделе Лотарингии, который был закреплён в августе 870 года Мерсенским договором. По нему территория Льежской епархии оказалась разделённой между двумя королевствами: Карл II получил южные районы епископства с городами Тонгр, Эсбе, Кампин, Динан и округом Кондроз, а Людовик II — северные области с городами Ахен и Тё и землями в междуречье Рейна и Мааса. Город Льеж стал совместным владением двух монархов, каждый из которых имел здесь свою резиденцию.
После смерти короля Людовика II Немецкого, Лотарингия вновь стала местом противостояния монархов Западного и Восточного Франкских королевств: попытка Карла II Лысого в 876 году захватить всю Лотарингию завершилась разгромом его войска королём Людовиком III Младшим в битве при Андернахе, а в 880 году по договору в Рибмоне Людовику Младшему удалось получить ту часть бывшего королевства Лотаря II, которая по разделу 870 года перешла к Западно-Франкскому королевству. Таким образом, территориальное единство Льежской епархии было восстановлено.

### Борьба с викингами
В 879 году множество норманнов из состава так называемого «Великого войска язычников», ранее действовавшего в Британии, приплыли на континент и начали совершать набеги на земли Фрисландии и Фландрии. Предводителем викингов был конунг Готфрид. Разорению подверглись почти все северо-западные области Восточно-Франкского государства. Несмотря на поражение, нанесённое викингам королём Людовиком III Младшим в битве при Сокуре в августе 881 года, им удалось построить укреплённый лагерь в Эльслоо и в 882 году главной целью их походов стала Лотарингия. Норманнами были захвачены и разграблены все крупнейшие лотарингские города (в том числе, Кёльн, Бонн, Трир, Мец, Бинген, Вормс и Ахен), разрушены почти все монастыри, включая Прюмское аббатство. Очень серьёзно пострадали и владения Льежской епархии: викингами были сожжены города Тонгр и Маастрихт, аббатства в Ставело, Мальмеди и Синт-Трёйдене. Бо́льшая часть жителей и монахов, не успевшие бежать, были убиты. Сам Льеж был захвачен и также сожжён норманнами, но, согласно преданию, заступничество святого Ламберта не позволило викингам разграбить епископскую казну. Также удалось спасти и большинство священных реликвий, перевезя их в более безопасные места. Позднейшие предания рассказывали о многочисленных чудесах, якобы произошедших во время этих бедствий, и связывали с этим разорением гибель нескольких лотарингских святых, умерших, в действительности, задолго до этих событий.
Новый король Восточно-Франкского государства Карл III Толстый не смог оказать викингам достойного вооружённого отпора и в июле 882 года после безуспешной осады их укреплённого лагеря был вынужден заключить с ними мир, предоставив их предводителю Готфриду титул герцога Фрисландии и выдав за него замуж внебрачную дочь Лотаря II Гизелу. Однако после убийства Готфрида в 885 году набеги норманнов возобновились. В этом же году викинги попытались снова напасть на Льеж, но были отбиты.
После того как Арнульф Каринтийский, которого «Деяния епископов Льежа» называют родственником епископа Франкона, в 888 году получил корону Восточно-Франкского государства, он активизировал борьбу с находившимися в его владениях норманнами. Своего апогея эта борьба достигла в 891 году. Сначала успех был на стороне викингов, которым под командованием конунга Зигфрида удалось разбить войско королевских вассалов в бою на реке Гёйле. Но затем норманны столкнулись с войском, лично возглавляемым королём Арнульфом. В результате кровопролитного сражения при Лёвене войско викингов было полностью разгромлено, Зигфрид и множество норманнов погибли. Это поражение положило конец массовым набегам викингов на земли Восточно-Франкского королевства. Среди участников Лёвенской битвы позднейшие хроники называют имена графа Эно Ренье Длинношеего и епископа Франкона, а «Деяния епископов Льежа» приписывают последнему особо выдающуюся роль в победе над врагом, рассказывая о личном участии епископа в битве.
Позднее Франкон, раскаиваясь в том, что обагрил свои руки человеческой кровью, стал сомневаться, может ли он и дальше исполнять епископские обязанности. За разъяснением этого вопроса он направил в Рим двух посланцев, льежского священника Беригона и лоббского монаха Элевтерия. Неизвестно, какой ответ дал на этот вопрос папа римский, но Франкон до самой своей смерти оставался главой Льежской епархии.

### Последние годы
Хотя главной заботой Франкона в последние годы его жизни была ликвидация последствий норманнского разорения, в это время Льежское епископство, благодаря покровительству монархов Восточно-Франкского государства, стало превращаться в одну из наиболее богатых епархий королевства.
Ещё около 870 года стараниями Франкона был основан первый в Льежской епархии бенедиктинский монастырь (Сент-Лорен). В 884 году епископ Льежа получил от короля Карла III Толстого селение Мадьер вместе со всеми сервами. Намного более богатый дар епархия получил от короля Арнульфа Каринтийского: 15 ноября 888 года он передал Франкону власть над Лоббским аббатством и принадлежавшими обители 174-я селениями. С этих пор главы Льежской епархии до 960 года совмещали саны епископа и аббата. При Франконе в Лоббе было начато строительство новой церкви, взамен ветхой, построенной ещё святым Губертом.
По просьбе Франкона 1 апреля 887 года в Кёльне собрался поместный собор, на котором епископ Льежа жаловался на злоупотребления светских лиц, захвативших некоторые земли, принадлежавшие его епархии. Собор принял каноны, осуждающие подобные посягательства на церковную собственность, а также принял несколько постановлений о моральной жизни духовенства и мирян.
Исторические хроники сообщают о сильном голоде, обрушившемся на Лотарингию в 892 году.
После того как Арнульф передал в 895 году власть над Лотарингией своему сыну Цвентибольду, Льежская епархия вошла в состав нового королевства. Несмотря на то, что его епископство получило от короля Западно-Франкского королевства Карла III Простоватого некоторые владения, Франкон поддержал Цвентибольда, когда вмешательство в династические споры соседнего государства привело того в 895—898 годах к конфликту с королём Карлом и графом Эно Ренье I Длинношеим. За проявленную епископом верность в 898 году Цвентибольд передал Льежской епархии город Тё, а император Арнульф — богатое аббатство в Фос-ла-Виле. После гибели Цвентибольда в 900 году территория Льежской епархии вошла в состав новообразованного Лотарингского герцогства.
При Франконе главным городом его епархии окончательно стал Льеж. До этого епископская резиденция в этом городе была не единственным местом пребыванием иерарха и его клира, но с 882 года почти все документы, дошедшие до наших дней, подписывались Франконом только в этом городе. С этого же времени начинает изменяться и официальная титулатура главы Льежской епархии: вместо титула «епископ Тонгра» всё более распространённым становится титул «епископ Льежа». Окончательно этот процесс завершился в начале X века.
Епископ Франкон умер 13 января 903 года и был похоронен в соборе Святого Ламберта в Льеже. Сохранились два письма, адресованные Франкону: первое — от архиепископа Трира Титгауда, второе — от архиепископа Реймса Гинкмара. О самом Франконе его современники писали, как об авторе нескольких трактатов, но они до нашего времени не дошли.
Новым главой Льежской епархии был избран Стефан, ранее каноник церкви в Меце.